# Zweisprachiger Unterricht
Zweisprachiger Unterricht (auch bilingualer Unterricht), einschließlich bimodal-bilingualem Unterricht mit beispielsweise Deutscher Gebärdensprache (DGS) oder Deutschschweizer Gebärdensprache (DSGS) wird an Gymnasien, gelegentlich an Gesamtschulen und Realschulen oder Auslandsschulen sowie an Schulen für Schüler der Fachrichtung Hörgeschädigtenpädagogik angeboten. Beim zweisprachigen Unterricht wird der Lehrstoff in mindestens einem Unterrichtsfach (Sachfach) in einer anderen Sprache als in der gewöhnlichen Unterrichtssprache vermittelt, oder es wird der gesamte Unterrichtsstoff generell in mehr als einer Sprache gelehrt. Es kann auch die Unterrichtssprache in ein und demselben Fach in verschiedenen Unterrichtsstunden wechseln. In letzter Zeit bieten auch immer mehr Grundschulen zweisprachigen Unterricht mit Spracherwerb durch Immersion an.

## Didaktik des zweisprachigen Unterrichts

Das Bilingual Triangle
(Darstellung nach Woidt 2002: 84)

Zwar existiert noch keine umfassende Didaktik des zweisprachigen Fachunterrichts; einen ersten Ansatz hierzu stellt jedoch das von Wolfgang Hallet (1998) entwickelte Modell des Bilingual Triangle dar. Dieses unterstellt, dass es sich beim zweisprachigen Fachunterricht weder um einen bloß in eine Fremdsprache übersetzten, herkömmlichen Fachunterricht noch um einen erweiterten Fremdsprachenunterricht handelt.
Als Ziel eines zweisprachigen Fachunterrichts, der sich am Modell des Bilingual Triangle orientiert, kann vielmehr allgemein (nicht nur für das Fach Geschichte) gelten:

„Die Schüler sollen mit Angehörigen anderer Sprachen und Kulturen angemessen wissenschaftlich fundiert kommunizieren lernen:
- über ihre eigenen Erfahrungen, ihre eigene Lebenswelt und ihre eigene Kultur und Gesellschaft (Zielfeld 1)
- über Phänomene, Gegebenheiten und Sachverhalte der zielsprachigen Kulturen und Gesellschaften (Zielfeld 2)
- über Phänomene, Gegebenheiten und Sachverhalte von kulturübergreifender, globaler oder universaler Bedeutung. Dieses Zielfeld ist für einen zukunftsorientierten Geschichtsunterricht besonders wichtig (Zielfeld 3).“

## Wissenschaftlicher Hintergrund
Es existieren noch keine ausreichenden umfassenden Untersuchungen auf diesem Gebiet. Meistens wurden nur Teilbereiche wissenschaftlich überprüft, so dass es noch kein geschlossenes theoretisches Fundament für den zweisprachigen Unterricht gibt.
Primär wird die Sprachkompetenz der Schüler in der ersten oder auch zweiten Fremdsprache gefördert, da viel mehr gesprochen wird und nicht nur gelesen oder gehört. Die frühzeitige Förderung der sprachlichen Kompetenzen soll auch zu sekundären Erfolgen wie beispielsweise Kreativität, Flexibilität oder erweitertem Wissenshorizont führen. Darüber hinaus vertieft der zweisprachige Unterricht durch die praktische Anwendung auch das Verständnis der anderen und eigenen Kultur (Perspektivenwechsel durch Sprachwechsel) und baut leichter Sprachbarrieren ab.
Im zweisprachigen Unterricht wird das ganze Vokabular des jeweiligen Sachfachs benutzt. Außerdem prägen sich typische Satzstellungen und Wendungen ein, da meist „echtes“ Unterrichtsmaterial verwendet wird, es gibt aber auch einige (wenige) Materialien, die speziell für einen das Deutsche einbindenden Unterricht konzipiert sind. Diese Materialien enthalten beispielsweise als Hilfestellung zielsprachliche Redemittellisten. Oft binden sie auch die eigenkulturelle Perspektiven der Schüler in den Aufgabenstellungen ein, um zur Reflexion des Eigenen anzuregen.
Studien etwa der Universität Wales und der Otto-von-Guericke-Universität Magdeburg kamen zu dem Schluss, dass zweisprachiger Unterricht fast nur Vorteile bringt. Eine Untersuchung über zweisprachigen deutsch-französischen Unterricht im schweizerischen Kanton Wallis (von der Universität Neuenburg) ergab, dass Kinder, die zu einem frühen Zeitpunkt an zweisprachigem Unterricht teilnahmen, nicht nur die Zweitsprache schneller erlernten, sondern auch ihre allgemeinen sprachlichen Kompetenzen verbesserten. Eine Verschlechterung der Erstsprache wurde nicht festgestellt (Groupe de recherche sur l’enseignement bilingue, 1994). Auch die im März 2006 veröffentlichte Zusammenfassung der DESI-Studie (Deutsch-Englisch-Schülerleistungen-International) spricht von beachtlichen Erfolgen des zweisprachigen Unterrichts:

„Ein Erfolgsmodell für die Förderung sprachlicher Kompetenzen, hauptsächlich in Gymnasien und Realschulen, sind bilinguale Angebote. DESI untersuchte zusätzlich zu der länderübergreifend repräsentativen Stichprobe 38 Klassen, die ab der siebten Jahrgangsstufe zumindest in einem Sachfach, meist jedoch in zwei bis drei Fächern (zum Beispiel Geographie, Geschichte, Biologie) Englisch als Unterrichtssprache verwendet hatten. Solche zusätzlichen Lerngelegenheiten wirken sich auf die Englischleistungen dieser Schüler, insbesondere auf deren kommunikative Kompetenz, besonders positiv aus: Sie erreichen im Hörverständnis bis zum Ende der Jahrgangsstufe neun gegenüber Schülern mit vergleichbaren Ausgangsbedingungen einen Vorsprung von etwa zwei Schuljahren. Aber auch in der Fähigkeit, grammatische Fehler zu erkennen und zu korrigieren, ist ihr Fortschritt sehr beachtlich.“

## Kritik
Kritiker des frühzeitigen zweisprachigen Unterrichts in der Grundschule vertreten die Auffassung, dass dadurch grundlegende Fähigkeiten wie Schreiben oder Lesen in der Muttersprache noch weniger Spielraum bekämen als zuvor, obwohl dies nach den letzten Erkenntnissen der PISA- und OECD-Studie notwendig wäre. Dem könnte aber durch eine Ausweitung und qualitative Verbesserung des Unterrichtsfachs Deutsch weiterer Vorschub geleistet werden.
Für einen frühzeitigen Beginn von fremdsprachlichem Fachunterricht spricht allerdings die bei jüngeren Kindern vorhandene Fähigkeit eine Fremdsprache bei hinreichender Immersion ähnlich der Muttersprache zu erlernen, so dass auch in den ersten Schuljahren die zweisprachige Förderung nicht zwangsläufig vernachlässigt werden muss.
Da der zweisprachige Unterricht mehr Zeit in der Vorbereitung als auch im Unterricht selbst beansprucht, kann es passieren, dass das Wissen auf einem niedrigeren Niveau vermittelt wird. Um dies zu vermeiden, wird die Stundenzahl im zweisprachig unterrichteten Schulfach in der Regel leicht erhöht. In Baden-Württemberg erhält beispielsweise im bilingualen Zug Französisch jedes der bilingual unterrichteten Sachfächer zwei Jahreswochenstunden zusätzlich, darüber hinaus wird auch Französisch mit einer erhöhten Wochenstundenzahl unterrichtet.

## Zweisprachiger Unterricht in Deutschland
Der zweisprachige Unterricht sieht an Schulen sehr unterschiedlich aus. Je nach Bundesland unterscheiden sich die Unterrichtsauflagen. Die Schulen unterscheiden sich im Einstiegsjahr, der Intensität und den Fächern, wobei die meisten weiterführenden zweisprachigen Schulen ab der siebten Jahrgangsstufe Fächer des gesellschaftswissenschaftlichen Aufgabenfeldes, wie Geschichte und Geographie, in der Fremdsprache unterrichten. Meistens haben Schüler einer zweisprachigen Klasse zusätzlich zum zweisprachigen Unterricht verstärkt Sprachunterricht. Außerdem haben viele Schulen nicht ausschließlich zweisprachige Klassen, sondern parallel auch Klassen, die auf Deutsch unterrichtet werden. Bilingualer Unterricht findet auch in den Minderheitssprachen Obersorbisch, Niedersorbisch und Nordfriesisch statt, und zwar unter anderem am Sorbischen Gymnasium Bautzen, am Niedersorbischen Gymnasium Cottbus bzw. der Risum Skole in Risum-Lindholm in Nordfriesland.
In vielen zweisprachigen Schulen werden Schulpartnerschaften gepflegt, um durch Schüleraustausche die Sprachfähigkeiten zu erweitern.
Nur in einigen Schulen machen die Schüler einen besonderen Abschluss. Für Schüler, die den zweisprachigen deutsch-französischen Zweig eines Gymnasiums bis zum Abitur besuchen, besteht auf der Grundlage eines zwischenstaatlichen Übereinkommens die Möglichkeit, den Doppelabschluss AbiBac zu erwerben. Mit dem Vereinigten Königreich, den Vereinigten Staaten oder einem anderen englischsprachigen Staat existiert kein entsprechender Vertrag über einen in beiden Vertragsstaaten angebotenen und anerkannten Doppelabschluss.

### Geschichte
Die Ursprünge des zweisprachigen Unterrichts in Deutschland begründen sich meist auf politische Gegebenheiten.
So wurde durch den Élysée-Vertrag das Ziel einer Vertiefung der sprachlichen Kenntnisse vorgegeben, die dem zweisprachigen Unterricht in Deutschland und Frankreich und den sogenannten Partnersprachen-Konzepten besonders in Grenzregionen den Weg eröffnete.
Das Goethe-Gymnasium in Frankfurt am Main war 1969 die erste deutsche Schule mit einem deutsch-englischen zweisprachigen Zweig und gehört zu den Gründungsschulen des International Baccalaureate. In der Lausitz wurden dagegen bereits in den 1950er Jahren zweisprachige Oberschulen eingerichtet.

### Öffentliche Grundschulen
Zweisprachige Unterrichtsangebote an öffentlichen Grundschulen gibt es in zahlreichen deutschen Bundesländern. Dabei werden meist europäische Verkehrssprachen angeboten, etwa Englisch, Spanisch, Russisch und Italienisch. Einige Grundschulen in Sachsen und Brandenburg führen zweisprachigen Unterricht auf Nieder- oder Obersorbisch durch. Seit den 1990er Jahren ist man dort schrittweise von einem System, in dem nur zwischen Sorbisch als Unterrichts- oder Fremdsprache unterschieden wurde, zum als 2plus (zwei Sprachen plus zusätzliche Fremdsprachen) bezeichneten zweisprachigen Fachunterricht auf unterschiedlichem Niveau übergegangen. In dem an der französischen Grenze gelegenen Kehl bietet die Falkenhausenschule spezielle bilinguale deutsch-französische Klassen an.

## Zweisprachiger Unterricht in Frankreich
Ebenso wie in Deutschland gibt es auch an französischen Lycées (Schulen der Sekundarstufe II) Sektionen, in denen Schüler auf den Doppelabschluss AbiBac vorbereitet werden. Zwischen deutschen und französischen Schulen, die das AbiBac anbieten, bestehen oft Partnerschaften für gemeinsame Projekte, darunter auch solche zur gemeinsamen Prüfungsvorbereitung.
In der Europäischen Gebietskörperschaft Elsass findet gleichfalls derartiger Unterricht statt.
In einigen Regionen dient der zweisprachige Unterricht auch der Förderung von Minderheitensprachen. Beispiele sind hier die in privater Trägerschaft befindlichen okzitanisch-sprachigen Calandretas in Frankreich.